# Artemisia vallesiaca
L'Assenzio del Vallese (Artemisia vallesiaca All.) è una pianta perenne della famiglia delle Asteraceae.

## Distribuzione e habitat
l'Assenzio del Vallese è specie endemica di Valle d'Aosta e Vallese (da cui il nome), dove cresce nelle praterie aride e steppiche, in luoghi assolati e pietrosi, dai 600 ai 1000 m s.l.m. 
È un'essenza coltivata; rifugge dai terreni troppo argillosi o umidi, i migliori risultati di coltivazione si hanno in terreni soleggiati e freschi.

## Morfologia
La pianta è alta circa 30–50 cm, ha fusto ramificato fin dalla base, è ricoperta di peli fittissimi che le danno un colore bianco sfumato d'azzurro.

### Foglie
Le foglie dei rami sterili hanno un picciolo di 2–5 mm (che può essere di dimensioni maggiori nelle piante coltivate), sono larghe 5 mm, fitte e dritte verso l'alto. Le foglie sono pennatosette, a divisioni sottili e con fitto tomento, le superiori sono sessili e pennatopartite, quelle dell'infiorescenza sono intere e lunghe 5 mm. Tutta la pianta, in particolare le foglie, ha forte odore aromatico.

### Fiori
I capolini sono riuniti in una pannocchia allungata che nelle piante spontanee ha dimensioni di 20 cm per 3–4 cm con pochi racemi, mentre nelle piante coltivate è più lunga e larga 30–40 cm per 10-20 e piuttosto rada. I peduncoli dei capolini sono brevissimi e l'involucro è ellittico lungo 2 mm largo 1 mm, con brattee esterne pelose e le interne a margine scariosi gialliccio.

### Specie simili
Può essere confusa con:
- Artemisia pontica di colore grigio, le foglie hanno lacinie più grandi e meno fitte, i capolini sono sferici o emisferici e sono più grandi.

Nella medicina popolare di questa essenza venivano impiegati i rami raccolti in fioritura interi o trinciati, per le sue proprietà emmenagoghe.
Vengono inoltre utilizzate le parti aeree della pianta che viene coltivata soprattutto per essere usata in liquoreria.

## Coltivazione
Coltura biennale, la propagazione viene fatta principalmente per seme, che si può coltivare in file semplici con sesto 50x20 cm o file binate 35-40x70-80 cm, si utilizza l'erba raccolta alla fioritura.